# Бизли, Рэймонд
Чарлз Рэймонд Бизли (англ. Charles Raymond Beazley; 3 апреля 1868, Блэкхит, ныне в составе Лондона — 1 февраля 1955, Бирмингем) — британский историк.

## Биография
Учился в Королевском колледже Лондона и оксфордском Баллиол-колледже; в 1889 году получил премию Лотиана за очерк о короле Хайме Арагонском (выпущен в следующем году отдельным изданием). На протяжении ряда лет преподавал в оксфордском Мертон-колледже, затем в 1909—1933 гг. профессор истории в Бирмингемском университете.
Первоначальные научные интересы Бизли лежали в области истории Великих географических открытий. Он опубликовал монографии о Генрихе Мореплавателе (англ. Prince Henry the Navigator: the hero of Portugal and of modern discovery; 1895) и Джоне и Себастьяне Каботах (англ. John and Sebastian Cabot; the discovery of North America; 1898), трёхтомный обзорный труд «Заря современной географии: история открытий и географической науки» (англ. The dawn of modern geography: a history of exploration and geographical science; 1897—1906), ряд других работ на смежные темы. Вместе с Эдгаром Престиджем перевёл и подготовил английское издание «Хроники открытия и завоевания Гвинеи» Гомиша Эаниша ди Зурары (1899). Под редакцией Бизли и Э. Дж. Пэйна вышел также двухтомник «Путешествия елизаветинских мореходов» (англ. Voyages of the Elizabethan Seamen; 1907) — избранные истории из «Книги путешествий» Ричарда Хаклюйта.
Под влиянием общественно-политических обстоятельств круг занятий Бизли стал меняться. В 1918 г., на фоне новейших событий в России, он стал одним из соавторов книги «Россия от варягов до большевиков» (англ. Russia from the Varangians to the Bolsheviks, с Дж. А. Биркеттом и Невиллом Форбсом). В 1922 г. Бизли выпустил компактную книгу «Европа XIX века» (англ. Nineteenth Century Europe) — обзор исторических событий с 1812 по 1918 гг., отражающий общее представление автора о XIX веке как эпохе, облик которой определили преимущественно Германия и Россия, а наиболее типическими фигурами стали Гёте, Бисмарк, Скобелев и Толстой.
В межвоенный период Бизли выступал как сторонник англо-германского политического сближения. В 1921 г. выступил организатором письменного протеста британских общественных деятелей против итогов Верхнесилезского плебисцита как ущемляющих интересы Германии. В 1932 г. в книге «Дорога к разрушению в Европе» (англ. The Road to Ruin in Europe, 1890-1914), анализируя политические и дипломатические предпосылки Первой мировой войны, представил Германию как миролюбивую сторону, вынужденную защищаться. В конце 1930-х гг. публиковался в журнале Anglo-German Review. После Второй мировой войны, в основном, отошёл от дел; в 1946 г. опубликовал книгу «Красоты Северного Котсуолда» (англ. The Beauty of the North Cotswolds).
Член Королевского географического общества. Член-корреспондент Лиссабонской академии наук. В 1931 г. возведён в дворянское достоинство.

## Сочинения
- Бизли Ч. Р. Генрих Мореплаватель, 1394–1460 = Prince Henry the Navigator, the Hero of Portugal and of Modern Discovery, 1394–1460 A.D. / Пер. с англ. Г. И. Головнева и Г. А. Барабтарло; Отв. ред. и автор предисл. К. В. Малаховский. — М.: Наука. Главная редакция восточной литературы, 1979. — 240 с. — (Рассказы о странах Востока). — 15 000 экз.